# ヤマナシ
ヤマナシ（山梨、学名: Pyrus pyrifolia）はバラ科ナシ属の落葉高木。果実を食用として栽培される和ナシの野生種で、別名、ニホンヤマナシ（日本山梨）、アオナシ、イワナシ、オオズミなど。
『牧野日本植物圖鑑』(1940) では「おほずみ」（学名: Malus tschonoskii; シノニム: Cormus tschonoskii、Macromeles tschonoskii）の別名として「やまなし」が「ずみ」や「やまりんご」と共に並べられているが、左記の学名を持つ植物は『原色日本樹木図鑑』(1959) などにおいては「オオウラジロノキ」として扱われている。

## 特徴
樹高は5 - 10（10 - 15）メートル (m) になる。枝は紫褐色から黒紫色で皮目があり、短枝も多くときに小枝は刺状になる。一年枝は褐色で、無毛かやや毛がある。若木の樹皮は滑らかであるが、老木になると縦に細かく剥がれる。
葉は互生し、葉身は長さ7 - 12センチメートル (cm) 、幅4 - 6 cmになる卵形から狭卵形で、先端は鋭くとがり、基部は円形、縁は芒状の鋭い鋸歯がある。若い葉は両面とも褐色の綿毛が生えるが、のちに両面ともに無毛となり、成葉の表面は深緑色になる。托葉があり、葉柄は長さ3 - 4.5 cmになる。
花期は4 - 5月。葉の展開とほぼ同時に、短枝の先に散房花序をだし、白色の花を5 - 10個つける。花の径は2.5 - 3 cm、小花柄は長さ3 - 5 cmになる。萼は5裂し、萼裂片は狭卵形で、縁に腺状鋸歯があり、萼の内面に褐色の綿毛が密生する。花弁は5個。雄蕊は約20個あり、葯は紫色を帯びる。花柱は5個あり、離生し、基部に毛は無い。
果期は9 - 10月。果実はナシ状果で直径2 - 3 cmのほぼ球形になり、先端に萼片が残らない。黄褐色に熟し、表面に小型で円形の皮目が目立つ。果肉は白色で硬くて酸味が強く、生食には向かない。種子は長さ8 - 9ミリメートル (mm) になる。果実は、ほぼ5年に1度のサイクルで大豊作を迎え、その翌年は不作になる。
冬芽は円錐状の卵形で、5 - 8枚つく芽鱗の先は小さく尖る。枝先に頂芽がついて側芽は枝に互生し、頂芽のほうが側芽よりもやや大きい。葉痕は三角形でやや膨らみ、維管束痕が3個つく。

## 国内外分布と生育環境
日本国内では本州中部地方以南、四国、九州に自生する。国外では、中国南部、朝鮮半島南部に分布する。日本のものは、在来説と、古い時代に中国から渡来して植えられたものが野生化したとの説がある。

## 利用
和ナシの原生種といわれ、山梨県にある山村ではかつて生食のほか、茹でておやつにしたこともあったという。食味は、甘みは乏しいが香りがよく、長十郎梨の味によく似ているといわれる。またホワイトリカーに漬けて果実酒にもできる。

## ギャラリー
- 花と葉の裏面。
- 果実の縦断面。果実の先端（下）に萼片が残らない。
- 栽培品種「豊水」（右）との比較。